# فوزي اللهبي
فوزي اللهبي عداء ألعاب قوى مغربي، ولد يوم 2 مارس 1960، تخصص بسباق 800 متر.

## مسيرته
بدايته كانت في بطولة العالم لألعاب القوى 1983، ثم في دورة الألعاب الأولمبية لعام 1984، في كل من 800 متر و1500 متر. فاز بالميدالية البرونزية في بطولة العالم داخل الصالات 1987، شارك أيضا لكن دون الوصول إلى النهائي في بطولة العالم لألعاب القوى 1987، ودورة الألعاب الأولمبية 1988. على الصعيد الإقليمي أحرز الميدالية الفضية في ألعاب البحر الأبيض المتوسط 1983، والميدالية الذهبية في ألعاب البحر الأبيض المتوسط 1987، والميدالية الفضية في الألعاب الفرانكوفونية 1989.

## أرقام شخصية
- 800 متر: 1:44.66 (أغسطس 1986 - كوبلنز)
- 1000 متر: 2:17.90 (أغسطس 1982 - كولونيا)

## وصلات خارجية
- فوزي اللهبي على موقع الاتحاد الدولي لألعاب القوى (الإنجليزية)
- فوزي اللهبي على موقع اللجنة الأولمبية الدولية (الإنجليزية)
- فوزي اللهبي على موقع أوليمبيديا (الإنجليزية)